# ناوشکن کلاس میسچر
دیسترویر کلاس میسچر (به انگلیسی: Mitscher-class destroyer) یک کلاس از کشتی است که طول آن ۴۹۰ فوت (۱۵۰ متر) می‌باشد.